# Gomphus modestus
Gomphus modestus là một loài chuồn chuồn ngô thuộc họ Gomphidae. Nó là loài đặc hữu của Hoa Kỳ. Môi trường sống tự nhiên của nó là các con sông.